# Dom Pamięci Zofii Ryży
Dom pamięci Zofii Ryży – dom pamięci znajdujący się w Polonezköy (Adampolu) w Turcji, poświęcony historii miejscowości i mieszkających w niej Polaków. Nosi imię Zofii Ryży, która popularyzowała tu kulturę i język polski.
Dom Pamięci wybudowany został w latach 1881-1883 przez Wincentego Ryżego, nazwany na cześć żony założyciela  i swojej ostatniej mieszkanki córki Zofii Ryży. Ekspozycja powstała w latach 1991-1992, a otwarcie domu pamięci miało miejsce przy okazji obchodów 150-lecia Adampola, 4 lipca 1992. W latach 2001–2003 przeszedł renowację. Zwiedzającym udostępniane są cztery sale, w których prezentowane jest dawne wyposażenie domu, stare i nowe fotografie, obrazy, dokumenty.
- zbiory należące do rodziny Ryżych,
- kopie dokumentów z Biblioteki Książąt Czartoryskich w Krakowie oraz adampolskich

ksiąg parafialnych,
- materiały z wystawy przygotowanej w 1992 r.,
- eksponaty, dokumenty i fotografie rodziny Ryżych, Ziółkowskich, rodziny Dochodów,

rodziny Wilkoszewskich, rodziny Kępków oraz fotografie ofiarowywane przez Wiktora
Gażewicza (Viktora Gazevica), Daniela Ochockiego, Fryderyka Nowickiego i Rady
Ochrony walk i Męczeństwa, a także wykonane przez ks. Grzegorza Kubińskiego.
Rodzina Ryżych od wielu pokoleń do dziś zbierała pamiątki rodzinne i dokumenty dotyczące założenia Adampola. Dzięki tej kontynuacji w tradycji i współpracy z instytucjami państwowymi powstał „Dom Pamięci Zofii Ryży”.
Dom Pamięci można zwiedzać soboty, niedziele i święta 
w godzinach 
od 11 00- do 13 00  
od 14 00- do 16 00